# Andrew Henry van de Ven
Andrew Henry van de Ven (* 30. Oktober 1945 in Schijndel, Niederlande; † 30. April 2022 in Long Lake, Minnesota) war ein niederländischer Wirtschaftswissenschaftler. Sein Spezialgebiet war die Forschung zu organisatorischer Innovation und Wandel.

## Leben
Mit seiner Familie emigrierte Andrew Henry van de Ven 1951 nach Kanada und im Jahr darauf in die Vereinigten Staaten. 1967 schloss er das St. Norbert College mit einem Bachelor of Business Administration ab. Zwei Jahre darauf erhielt er einen MBA und 1972 einen Ph. D. von der University of Wisconsin–Madison. 1972 erhielt van de Ven einen Ph. D. von der University of Wisconsin–Madison. Anschließend war er bis 1975 Dozent an der Kent State University. Ab 1975 bis 1981 lehrte van de Ven an der Wharton School der University of Pennsylvania, 1980 wurde er dort ordentlicher Professor. 1981 wechselte van de Ven an die Carlson School of Management der University of Minnesota, wo er bis 1992 3M Professor war. 1983 wurde er Adjunct Professor am Hubert H. Humphrey Institute of Public Affairs. Ab 1993 war Andrew van de Ven Vernon H. Heath Professor für organisatorische Innovation und Wandel. Er verstarb 2022 an den Folgen einer Leukämie-Erkrankung.

## Werke
- Measuring and assessing organizations, mit Diane L. Ferry, New York 1980
- Perspectives on organization design and behavior, mit William F. Joyce, New York 1981
- Group decision making and effectiveness: An experimental study, Kent State University Press 1974
- Group techniques for program planning: A guide to nominal group and delphi processes, mit Andre L. Delbecq und David H. Gustafson, 1975
- Organizational change processes: Theory and methods for research, mit Marshall Scott Poole, Kevin Dooley und Michael E. Holmes, New York 2000, ISBN 978-0195131987
- Research on the management of innovation: The Minnesota studies mit Harold L. Angle und Marshall Scott Poole, New York 2000, ISBN 978-0195139761
- Handbook of organizational change and innovation, mit Marshall Scott Poole, New York 2004, ISBN 978-0195135008
- Engaged scholarship: A Guide for Organizational and Social Research, Oxford University Press 2007, ISBN 978-0199226306
- The innovation journey mit Douglas Polley, Raghu Garud und Sankaran Venkataraman, New York 2008, ISBN 978-0195341003